# 羅登輝
羅登輝（1920年—1989年12月25日），1920年出生於台灣台中州豐原郡， 根據中國共產黨的資料記載，8-14歲入學就讀，14-21歲當職工，當2年日本軍，3年國民黨軍，在榆林（海南島）開建台營造廠一年三個月，1950年8月18日在海南島被俘虜成為人民解放軍，1989年12月25日死於中國江蘇省泗陽縣。其事迹曾被呂秀蓮在「光復初期台籍老兵人權」專案聽證會上作为台军示例而被特别提及。

## 生平

### 早年
1920年出生於台灣台中州豐原郡， 根據中國共產黨的資料記載，8-14歲入學就讀，14-21歲當職工，當2年日本軍，3年國民黨軍，在榆林（海南島）開建台營造廠一年三個月，1950年8月18日在海南島被俘虜成為人民解放軍。

### 日本軍與國民黨政府軍時期
1943年9月被徵召到海南島日本橫須賀海軍第四特別陸戰隊，擔任三等巡警，1944年4月調任三家分遣派的二等巡警，1945年4月升級為二甲分遣隊一等巡警，直到終戰為止。原本羅登輝在台灣已經結婚，妻子懷有八個月身孕，日軍撤退後，羅登輝被接收海南島的國民黨政府軍以台灣人技術者身分留用，1946年3月派在三亞市國民黨軍航空基地，待遇是陸軍上士。

### 人民解放軍時期
1950年8月，羅登輝被中共收編入「台灣幹部訓練團」，分發到第三中隊當學員，1951年9月調到華東直屬集訓隊學習，1952年降任炊事兵，1955年5月調到江蘇軍區訓練團第四大隊第十二中隊當學員。

### 入獄
羅登輝後與江蘇女子張秀蘭再婚，育有一女取名泗海，1960年3月，羅登輝因其兵籍資料卡上記載「台灣人，當過日本兵，當過國民黨兵」，被中共當局以「歷史反革命」罪嫌逮捕，判處10年徒刑，妻女也被列為「黑五類家屬」。1962年6月，羅登輝在獄中患了肺腫病，保外就醫移交泗陽縣農村群眾監管勞改。
1970年1月10日，羅登輝刑滿，但並未恢復自由，而是被換到另一處繼續改造，1973年4月14日，中國人民解放軍江蘇省泗陽縣公檢法軍管會發給他的釋放證上寫著：「眾興鎮運南大隊羅登輝因犯反革命罪，於一九六零年元年十一月被判刑十年，一九六二年六月保外就醫。于一九七零年元年十日已期滿，經研究同意將羅犯登輝刑滿釋放，戴反革命分子帽子。」直到1973年12月20日，泗陽縣革命委員會監督改造第五類份子單位才認為他表現良好，根據群眾意見和公安條例精神，摘掉他的歷史反革命份子的帽子。

### 出獄
恢復自由的羅登輝帶著妻女在江蘇泗陽看管運河的防風林，為了躲避冬季風雪，羅登輝在河堤挖了地洞，卻恰巧挖到一具棺木，便利用墓穴暫時安家，穴居度過冬天。隔年，羅登輝在河堤邊建造小茅屋，與妻女在屋內生活15年。
1987年，兩岸開放返鄉探親，羅妻張秀蘭卻於開放第二個月，因為腦貧血而在洗衣時墜河身亡，羅登輝將其屍身葬於小茅屋旁。
1988年初，羅登輝終於聯繫到台灣的親人，同年3月，其親族從台灣到江蘇省泗陽縣探親，確認羅登輝並未戰死南洋，親人們拿出身上的美金，希望羅登輝能至少蓋一棟紅磚房，別繼續住在小茅屋裡。
1988年9月，羅登輝在其獨子的陪同下，拿著中共當局批准的返台路條，到香港的港九救濟委員會申請台灣的入境證，但父子在九龍的金門飯店等了三個月卻不見批准，原來規定只有「十二歲以下，七十五歲以上」才能入境探親，羅登輝只有七十一歲，不符合規定，1989年12月25日，羅登輝病逝中國大陸。

### 書籍
- 許昭榮：《台籍老兵的血淚恨》[2]
- 許昭榮：《台籍老兵血淚史》[3]
- 陳映真：《被出賣的“皇軍”》；《華文文學》2005年第6期
- 毛劍傑：《彼岸1945：台籍日軍的家國之殤》
- 章慕容：《台灣光復後日俘處理問題》；《歷史學研究》2015年第10期

### 引用
1. ↑  . old.ltn.com.tw.   [2021-02-20].
2. ↑  許, 昭榮. . 台灣: 前衛. 1995: 271–278. ISBN 9578010052.
3. ↑  許, 昭榮. . 高雄市: 前衛. 1995: 110–115. ISBN 9578010052.